# Северо-западные марийцы
Северо-западные марийцы (сев.-зап. мар. йөтнӫмӓл-кӓсвел маревлӓ) — этнографическая группа марийцев, которые традиционно проживают в южных районах Кировской области: Яранском, Тужинском, Кикнурском, Санчурском районах; в северо-восточных районах Нижегородской области: Тоншаевском, Тонкинском, Шахунском, Воскресенском, Краснобаковском, Шарангском и Воротынском; в северной части Килемарского и Медведевского района Марий Эл. В подавляющем большинстве подверглись сильной русификации и христианизации. В то же время возле села Большая Юронга в Воскресенском районе, деревни Большие Ашкаты в Тоншаевском и некоторых других марийских деревень сохранились марийские священные рощи.
Северо-западный диалект марийского языка существенно отличается от лугового наречия, по причине чего литература на марийском языке, изданная в Йошкар-Оле, малопонятна северо-западным мари. В 2005 году была издана первая книга на этом наречии, заложив основу письменного языка.
В посёлке Шаранга Нижегородской области существует центр марийской культуры, а в Тоншаевском районе зарегистрирована община Марийской традиционной религии «Маре вера». Помимо этого, в районных музеях юго-запада Кировской области (Яранский краеведческий музей) и северных районов Нижегородской области широко представлены орудия труда и предметы быта северо-западных марийцев.
В 1927 году в Яранске открылся Марийский педагогический техникум.
С 2022 года в Яранске издаётся ежемесячная информационная газета «Иркӓс» (Утром и вечером) с материалами на русском и северо-западном марийском языках.

## Населённые пункты северо-западных марийцев

### Яранский район[5][6]
| №  | Русское название  | Марийское название (северо-западное наречие) | Тип     | Муниципальное образование       |
| -- | ----------------- | -------------------------------------------- | ------- | ------------------------------- |
| 1  | Алёшкино          | ?                                            | деревня | Никольское сельское поселение   |
| 2  | Ахмоличи          | Лемтӹж                                       | деревня | Кугальское сельское поселение   |
| 3  | Большая Кугушерга | Кугушӫргӧ                                    | деревня | Кугушергское сельское поселение |
| 4  | Большие Шувары    | Шуармаре                                     | деревня | Знаменское сельское поселение   |
| 5  | Большое Матвуево  | ?                                            | деревня | Кугушергское сельское поселение |
| 6  | Большое Яниково   | ?                                            | деревня | Кугушергское сельское поселение |
| 7  | Дубнички          | ?                                            | деревня | Кугушергское сельское поселение |
| 8  | Зауголено         | ?                                            | деревня | Кугушергское сельское поселение |
| 9  | Иванаи            | ?                                            | деревня | Никольское сельское поселение   |
| 10 | Козловаж          | ?                                            | деревня | Шкаланское сельское поселение   |
| 11 | Малая Кугушерга   | Шанцараныш                                   | деревня | Кугушергское сельское поселение |
| 12 | Малое Матвуево    | ?                                            | деревня | Кугушергское сельское поселение |
| 13 | Мари-Васькино     | ?                                            | деревня | Кугальское сельское поселение   |
| 14 | Мари-Дубники      | Тумник                                       | деревня | Кугальское сельское поселение   |
| 15 | Маскичи           | ?                                            | деревня | Кугушергское сельское поселение |
| 16 | Митреичи          | ?                                            | деревня | Кугушергское сельское поселение |
| 17 | Никулята          | Кӱшле                                        | село    | Никулятское сельское поселение  |
| 18 | Митюши            | ?                                            | деревня | Кугальское сельское поселение   |
| 19 | Симаничи          | Симӹн                                        | деревня | Знаменское сельское поселение   |
| 20 | Старокрещено      | ?                                            | деревня | Кугушергское сельское поселение |
| 21 | Токтаи            | Токтай                                       | деревня | Никольское сельское поселение   |
| 22 | Федькино          | ?                                            | деревня | Никольское сельское поселение   |
| 23 | Шарпаты           | ?                                            | деревня | Кугушергское сельское поселение |
| 24 | Шургулец          | ?                                            | деревня | Кугушергское сельское поселение |

### Кикнурский район[5]
| №  | Русское название  | Марийское название (северо-западное наречие) | Тип     | Муниципальное образование      |
| -- | ----------------- | -------------------------------------------- | ------- | ------------------------------ |
| 1  | Ваштранга         | Ваштраҥ                                      | деревня | Кикнурское сельское поселение  |
| 2  | Вершаки           | ?                                            | деревня | Кикнурское сельское поселение  |
| 3  | Высокое Поле      | ?                                            | деревня | Кикнурское сельское поселение  |
| 4  | Ендур             | Ердӫр                                        | деревня | Кикнурское сельское поселение  |
| 5  | Ермолкино         | ?                                            | деревня | Кикнурское городское поселение |
| 6  | Цекеево           | ?                                            | село    | Кикнурское сельское поселение  |
| 7  | Цекеево           | Цеке                                         | деревня | Кикнурское сельское поселение  |
| 8  | Кокшага           | Кӓкшӓндӫр                                    | село    | Кикнурское сельское поселение  |
| 9  | Большой Кулянур   | ?                                            | деревня | Кикнурское сельское поселение  |
| 10 | Кушнур            | ?                                            | деревня | Кикнурское сельское поселение  |
| 11 | Лужанка           | ?                                            | деревня | Кикнурское сельское поселение  |
| 12 | Большая Лыжня     | Кугу Лижнӓ                                   | деревня | Кикнурское сельское поселение  |
| 13 | Малая Лыжня       | Изи Лижнӓ                                    | деревня | Кикнурское сельское поселение  |
| 14 | Пайбулатово       | Пайвлат                                      | деревня | Кикнурское сельское поселение  |
| 15 | Панчурга          | ?                                            | деревня | Кикнурское сельское поселение  |
| 16 | Пижанчурга        | ?                                            | деревня | Кикнурское сельское поселение  |
| 17 | Большое Салтаево  | Кугу Вӓкнӫмӓл                                | деревня | Кикнурское сельское поселение  |
| 18 | Малое Салтаево    | Изи Вӓкнӫмӓл                                 | деревня | Кикнурское сельское поселение  |
| 19 | Тимаево           | ?                                            | деревня | Кикнурское сельское поселение  |
| 20 | Тошнур            | ?                                            | деревня | Кикнурское городское поселение |
| 21 | Улеш              | ?                                            | село    | Кикнурское сельское поселение  |
| 22 | Марийская Толшева | ?                                            | деревня | Кикнурское сельское поселение  |
| 23 | Шапта             | Кӓкшӓнмаре                                   | село    | Кикнурское сельское поселение  |
| 24 | Большой Шудум     | Кугу Шудум                                   | деревня | Кикнурское сельское поселение  |
| 25 | Малый Шудум       | Изи Шудум                                    | деревня | Кикнурское сельское поселение  |
| 26 | Юльял             | ?                                            | деревня | Кикнурское сельское поселение  |

### Тужинский район
| № | Русское название | Марийское название (северо-западное наречие) | Тип     | Муниципальное образование     |
| - | ---------------- | -------------------------------------------- | ------- | ----------------------------- |
| 1 | Кошканур         | Кошканөр                                     | деревня | Тужинское городское поселение |

### Тоншаевский район
| № | Русское название | Марийское название (северо-западное наречие) | Тип             | Муниципальное образование        |
| - | ---------------- | -------------------------------------------- | --------------- | -------------------------------- |
| 1 | Большая Куверба  | Кугу Кувервуй                                | деревня         | Рабочий посёлок Пижма            |
| 2 | Большая Лумарь   | Кугу Лумаре                                  | деревня         | Кодочиговское сельское поселение |
| 3 | Большие Селки    | Кугу Селкӓ                                   | деревня         | Увийское сельское поселение      |
| 4 | Луговка          | Луговко                                      | деревня         | Увийское сельское поселение      |
| 5 | Малая Лумарь     | Изи Лумаре                                   | деревня         | Кодочиговское сельское поселение |
| 6 | Большой Одошнур  | Кугу Одошнөр                                 | деревня         | Одошнурское сельское поселение   |
| 7 | Малые Селки      | Изи Селкӓ                                    | деревня         | Увийское сельское поселение      |
| 8 | Малый Одошнур    | Изи Одошнөр                                  | деревня         | Одошнурское сельское поселение   |
| 9 | Тоншаево         | Пижӹмпал, Церкӹсала                          | рабочий посёлок | Рабочий посёлок Тоншаево         |

### Тонкинский район[5]
| № | Русское название | Марийское название (северо-западное наречие) | Тип     | Муниципальное образование    |
| - | ---------------- | -------------------------------------------- | ------- | ---------------------------- |
| 1 | Старые Краи      | ?                                            | деревня | Вязовское сельское поселение |
| 2 | Типайки          | ?                                            | деревня | Вязовское сельское поселение |

### Шарангский район
| №  | Русское название | Марийское название (северо-западное наречие) | Тип             | Муниципальное образование           |
| -- | ---------------- | -------------------------------------------- | --------------- | ----------------------------------- |
| 1  | Большая Рудка    | ?                                            | село            | Большерудкинское сельское поселение |
| 2  | Большие Килимары | ?                                            | деревня         | Роженцовское сельское поселение     |
| 3  | Качеево          | ?                                            | деревня         | Черномужское сельское поселение     |
| 4  | Козлянур         | ?                                            | деревня         | Кушнурское сельское поселение       |
| 5  | Кугланур         | Кугыланөр                                    | село            | Большерудкинское сельское поселение |
| 6  | Кушнур           | ?                                            | деревня         | Кушнурское сельское поселение       |
| 7  | Малый Рейчваж    | ?                                            | деревня         | Рабочий посёлок Шаранга             |
| 8  | Марс             | ?                                            | деревня         | Черномужское сельское поселение     |
| 9  | Мельниково       | ?                                            | деревня         | Роженцовское сельское поселение     |
| 10 | Пайдушево        | Цернӓ                                        | деревня         | Черномужское сельское поселение     |
| 11 | Рудомучакш       | ?                                            | деревня         | Большерудкинское сельское поселение |
| 12 | Черномуж         | Каремсала                                    | деревня         | Черномужское сельское поселение     |
| 13 | Чура             | ?                                            | деревня         | Большеустинское сельское поселение  |
| 14 | Шаранга          | Шӓрӓҥ                                        | рабочий посёлок | Рабочий посёлок Шаранга             |

## Известные северо-западные марийцы
- Тужаров, Геннадий Матвеевич (1931—2008) — марийский лингвист[источник не указан 2579 дней].
- Журнакова, Матильда Алексеевна (1905—1980) — учёный-ветеринар, первая женщина-марийка — доктор ветеринарных наук[7].
- Яндубаев, Сергей Васильевич (род. 1957) — марийский скульптор[источник не указан 2475 дней].
- Темерешев, Пётр Иванович (1911—1986) — советский политический деятель[источник не указан 2475 дней].
- Тактаров, Олег Николаевич (род. 1967) — российский спортсмен, актёр, телеведущий[8].
- Луппов, Анатолий Борисович (род. 1929) — марийский композитор, автор первого марийского балета[источник не указан 2309 дней].
- Алмакаев, Пётр Афанасьевич ([1916—1998]) — советский политический деятель.